# A messzi dél vadjai
A messzi dél vadjai (eredeti cím: Beasts of the Southern Wild) 2012-ben bemutatott amerikai filmdráma, amit Benh Zeitlin rendezett. A történetet Lucy Alibar és Benh Zeitlin írta Alibar Juicy and Delicious című, egyfelvonásos színdarabja alapján. A sztori egy elválasztott közösségben élő kislányról szól, aki próbál segíteni és megmenteni a körülötte lévőket. A főszerepet Quvenzhané Wallis játszotta.
A filmet először a Sundance Filmfesztiválon mutatták be 2012. január 20-án, ahonnan elhozta a Legjobb operatőr mellett a Zsűri Nagydíját is. Az alkotás később a Cannes-i fesztiválra kis kijutott, ahol négy díjat nyert, köztük az Arany Kamerát. A filmet az Amerikai Egyesült Államokban 2012. június 27-én mutatták be, Magyarországon a Mozinet forgalmazásában jelent meg 2013. január 24-én.

## Cselekmény
A film a hat éves Hushpuppy (Quvenzhané Wallis) életét mutatja be, aki egy, a világtól gondosan elzárt településen él apjával Wink-kel (Dwight Henry). Az olykor naturisztikus létből hamar egy mesebeli világba csöppenünk, mindez egy gyermek szemén keresztül. Hushpuppy a saját módján próbál megoldásokat találni a mindennapi problémákra és így kapunk egy átható képet a gyermeki dacról, gyerek-szülő kapcsolatról, kitartásról és szeretetről.

## Szereplők
| Színész           | Szerep         | Magyar hang      |
| ----------------- | -------------- | ---------------- |
| Quvenzhané Wallis | Hushpuppy      | Koller Virág     |
| Dwight Henry      | Wink           | Láng Balázs      |
| Levy Easterly     | Jean Battiste  | Albert Gábor     |
| Lowell Landes     | Rozmár         | Bartók László    |
| Pamela Harper     | Little Jo      |                  |
| Gina Montana      | Miss Bathsheba | Sági Tímea       |
| Amber Henry       | LZA            |                  |
| Jonshel Alexander | Joy Strong     |                  |
| Joseph Brown      | Winston        | Holl Nándor      |
| Henry D. Coleman  | Peter T        | Kajtár Róbert    |
| Kaliana Brower    | T-Lou          |                  |
| Philip Lawrence   | Dr. Maloney    | Szatmári Attila  |
| Jimmy Lee Moore   | Tiszthelyettes | Garamszegi Gábor |